# 1967 у відеоіграх

## Події
- Перша гра симулятор баскетболу написана на BASIC Чарльзом Р. Бачеллерм в травні. [1]
- Бейсбольний матч, який імітує 1967 World Series написана на BASIC Якобом Бергманном в серпні. [2]